# État limite (film)
Pour les articles homonymes, voir État limite.
Pour plus de détails, voir Fiche technique et Distribution.
État limite est un film documentaire français réalisé par Nicolas Peduzzi et sorti en 2023.

## Synopsis
L'activité quotidienne d'un jeune médecin, unique psychiatre de l'hôpital Beaujon à Clichy, illustrant le manque de moyens du secteur de la santé mentale dans le milieu hospitalier.

## Fiche technique
- Titre : État limite
- Réalisation : Nicolas Peduzzi
- Scénario : Nicolas Peduzzi
- Photographie : Laetitia de Montalembert et Nicolas Peduzzi
- Son : Alexandre Bracq, Benoît Déchaut, Louis Bart et Antoine Pradalet
- Musique : Gael Rakotondrabe
- Montage : Nicolas Sburlati
- Société de production : GoGoGo Films et Arte
- Distribution : Les Alchimistes
- Pays de production  :  France
- Genre : Documentaire
- Durée : 102 minutes
- Date de sortie : France - mai 2023  (Festival de Cannes)

## Sélections
- Festival de Cannes 2023 (programmation de l'ACID)[2]
- Champs-Élysées Film Festival 2023[3]
- Festival La Rochelle Cinéma 2023
- Festival Pariscience 2023